# История Мэриленда
Письменная История Мэриленда начинается с тех дней, когда исследователь Джон Кабот в 1498 году открыл для английского правительства побережье Северной Америки. В 1632 году король Карл I подарил территорию Мэриленда сэру Джорджу Калверту, и в марте 1634 года здесь появились первые поселения. Так как Калверт был католиком, то в колонии была объявлена свобода веры для католиков. Как и у других колоний Чесапикского залива, экономика колонии основывалась на производстве табака, для чего использовался труд рабов, заключённых и белых договорных рабов.
Осенью 1776 года мэрилендский конституционный конвент разработал Мэрилендскую конституцию 1776 года, которая объявила Мэриленд независимым штатом. Она была принята 11 ноября.
В 1781 году Мэриленд стал 7-м штатом, подписавшим Статьи Конфедерации. За эти последовал долгий процесс ратификации, которому сопротивлялись мелкие штаты, подобные Мэриленду. Только когда крупные штаты согласились отказаться от части своей территории на западе, Мэриленд окончательно присоединился к Конфедерации. В 1789 году Мэриленд стал 7-м штатом, который ратифицировал Конституцию США.
После окончания Войны за независимость экономика стала меняться и многие мэрилендцы освободили своих рабов. Балтимор стал одним из крупнейших городов побережья. К 1860 году Мэриленд был рабовладельческим штатом, хотя уже половина его чернокожего населения была свободной. Балтимор был городом с самой высокой численностью свободного чёрного населения в стране. Когда началась Гражданская война, Мэриленд оказался пограничным штатом, часть населения которого сражалась за Союз, а часть за Конфедерацию. Официально он оставался в составе Союза. В 1862 году на территории штата прошло несколько сражений Мэрилендской кампании.

## Доколониальная история
Около 11000 лет до нашей эры в истории Мэриленда начался период палеоиндейцев, когда ледник отступил, хвойные леса сменились смешанным лесом, и Мэриленд заселили первые люди, которые жили небольшими группами, кочуя между местами, где добывались каменные орудия и местами, удобными для охоты. Чесапикского залива ещё не существовало, его территория была сушей, по которой протекала река Саскеханна. Люди селились на её берегах и вдоль других рек, их орудия труда изготавливались из яшмы, кварца и кремнистого сланца. Примерно 9500 лет до нашей эры начался Архаический период, который делится на три фазы: ранний, Средний и Поздний. В ранний Архаический период (9500 до н.э. — 7000 до н.э.) численность людей возросла, они стали немного менее мобильными, и их орудия труда немного изменились. В средний Архаический период (7000 до н.э. — 3750 до н.э.) климат стал теплее с более выраженной сезонностью, распространились дубы и Гикори, что позволило потреблять больше желудей и орехов, и начал образовываться Чесапикский залив, что позволило добывать устрицы. Этот период характерен разнообразием орудий труда и наличием орудий для сельского хозяйства (в частности ступы и пестика), что говорит об увеличении доли растительной пищи в рационе.
В поздний Архаический период (3750 до н.э. — 1250 до н.э.) население ещё больше выросло, поселения группировались вдоль рек и около болот, увеличилось потребление рыбы, моллюсков и водоплавающих птиц, люди так же охотились на оленей, мелких животных, индеек и черепах. Появилась каменная посуда из стеатита. Около 1250 года до нашей эры Архаический период сменился Вудлендским периодом; в ранний Вудлендский период в Мэриленде впервые появляется керамика, жизнь становится более оседлой, появляются ямы для хранения продуктов, и увеличивается количество зерновых растений. Около 50 года начинается Средний Вудлендский период, когда появляются первые признаки рудиментарной торговли. Увеличилось потребление зерновых, в частности, амаранта. С 950 по 1600 год длился Поздний Вудлендский период, когда поселения стали крупнее, и у них появились ограды, что может говорить о существовании племенных войн. Повсеместно распространилась кукурузу и бобы, впервые появились лук и стрелы. Вудлендский период завершился в момент появления европейцев.

## Провинция Мэриленд
Основателем колонии стал Джордж Калверт, один из самых влиятельных людей Англии, которому ещё в 1621 году король Яков I подарил остров Авалон. В 1624 году он перешёл в католичество, а в 1625 году король Яков умер, Калверт покинул двор, и решил основать колонию на Авалоне. Он прибыл на остров в 1627 году, но столкнулся с климатическими проблемами и атаками французов. Особо тяжёлой была зима 1628 года. Авалон находился на широте Англии, но климат здесь оказался гораздо холоднее, и Калверт стал искать более южные варианты. В 1629 году он посетил колонию Вирджиния, но ему, как католику, не разрешили жить там и он вернулся в Англию, оставив в Вирджинии жену и детей. В конце 1629 года он попросил у короля Карла I земли к югу от Вирджинии, но на эти земли были другие претенденты, поэтому было решено дать ему землю к северу от Вирджинии. Первоначально он запросил территорию от реки Джеймс до Чесапикского залива, но часть этой территории была уже передана Вирджинской компании, поэтому ему выдали землю от реки Потомак до Делавэрского залива. Границы гранта были описаны не вполне точно, что привело впоследствии к многочисленным конфликтам.
Грант был ещё не оформлен, когда 15 апреля 1632 года Калверт умер. 20 июня 1632 года король выдал грант на подпись Сесилу, сыну Джорджа Калверта, и при этом заметил, что место для названия колонии оставлено пустым. Сесил пожелал присвоить колонии имя короля, но оно было уже использовано провинцией Каролина. Король предложил назвать колонию «Мариана» в честь королевы Генриетты-Марии, но оно было созвучно с именем иезуита Хуана де Мариана, поэтому была выбрана латинская форма Terrae Maria.
В конце 1633 года Сесмил отправил в Новый Свет экспедицию, которую возглавил его брат Леонард Калверт. В ней участвовало около 220 человек, из которых примерно половина были протестантами. Было использовано два корабля, 300-тонный Ark и 50-тонный Dove. Экспедиция покинула Англию осенью, чтобы прибыть в колонию к весне. Плыть было решено через Канарские острова и остров Барбадос, по маршруту наиболее благоприятных ветров. В феврале корабли пришли в Джеймстаун, откуда вышли к устью реки Потомак и 4 марта 1634 года (по старому стилю) колонисты высадились на острове святого Клемента. 25 марта прошло первое богослужение, и с того времени этот день отмечается как День Мэриленда.
Колонисты наладили отношения с индейцами пискатевей, а потом нашли себе подходящее место на берегу реки Сен-Мари, где местные индейцы продали им посёлок Яокомико, а сами переехали на другое место. Посёлок был переименован в Сен-Мэри-Сити.
В первое же лето колонистам удалось построить форт, построить хорошие дома и собрать такой большой урожай, что его хватило на всех жителей, а часть была отправлена в Англию, и на вырученные средства были куплены дополнительные инструменты и одежда. В тот год и в последующие удалось избежать конфликта с индейцами, а в 1641 году вождь племени пискатауэй отправил свою дочь учиться в Сен-Мари. Внутри самой колонии сохранялись мирные отношения между католиками и протестантами. Уже в первую зиму колонисты собрались на сходку (Ассамблею), где разработали несколько законов и отправили их в Англию на утверждение лорду Калверту. Тот, однако, полагал, что сам будет издавать законы, поэтому не утвердил предложение колонистов, а отправил им проект собственных. Этот проект был рассмотрен ассамблеей 1638 года, и в свою очередь, отклонён. Лорду отправили новый проект законов, и на этот раз он уступил, хотя и сохранил за собой право вето тех законов, которые ему не нравятся. Так в колонии постепенно оформилась представительная власть, сформировалось представление о праве голоса каждого свободного человека и о равенстве религий.

### Мэриленд в годы Английской революции
В 1641 году начался конфликт, известный как Английская революция, поэтому в 1643 году губернатор Леонард Калверт сам отправился в Англию, чтобы разобраться в ситуации. Этим воспользовался пират Ричард Ингл, который захватил и разграбил город Сен-Мари. В 1644 году губернатор вернулся из Англии с новыми инструкциями от Сесила Калверта, но не смог отбить город и вынужден был бежать в Вирджинию. В 1646 году он накопил достаточно сил и отбил город, а позже захватил остров Кент, которым завладел другой враг колонии, Уильям Клейборн. Губернатору удалось прекратить набеги индейцев и восстановить порядок в колонии, но в 1647 году он умер. Перед смертью он назначил своей преемницей Маргарет Брент, первую в истории колонии женщину-землевладельца. В 1648 году она предложила ввести право голосования для женщин, в чём было отказано, но она часто выступала в Ассамблее по различным поводам и считается первой в американской истории женщиной-адвокатом. В 1649 году лорд Калверт назначил новым губернатором Уильяма Стоуна, а Маргарет с братом (который женился на дочери индейского вождя) уехали в Вирджинию.
В том же году Сесил Калверт прислал в колонию на утверждение закон, известный как Закон о веротерпимости (Toleration Act). Он подразумевал равноправие для всех христианских конфессий, что было необычно для американских колоний в то время. Закон вводил штрафы и наказания за насмешки над чужой религией, и в то же время требовал смертной казни для тех, кто отрицает божественность Христа и тюремного заключения для тех, кто не соблюдает воскресного дня. Мэриленд стал убежищем тех, кто бежал от религиозного насилия, поэтому его одно время называли Землёй убежища (Land of sanctuary). Между тем в 1649 году был казнён король Карл I, а в 1652 году Кромвель прислал в колонию контрольную комиссию, членом которой оказался Уильям Клейборн, который попытался сместить губернатора, но не смог этого сделать. Тогда он отправился в поселение Провиденс, где недавно поселились колонисты-пуритане, собрал из них вооружённый отряд и этими силами изгнал губернатора. Стоун тоже собрал вооружённый отряд и попытался атаковать Провиденс, но был разбит в сражении при Северне и попал в плен. В колонии началось пуританское правление: парламент назначил губернатором Уильяма Фуллера. Пуританское правление длилось шесть лет, с 1652 по 1658 год, после чего Кромвель распорядился вернуть колонию под власть Калверта.
В 1660 году к власти в Англии пришел Карл II Стюарт, а в Мэриленде в это время Сесил Калверт назначил губернатором своего брата Филипа Калверта, а в 1661 году губернатором стал сын Сесила, Чарльз Калверт. Он управлял колонией до 1676 года, и за это время расцвела торговля, увеличилось число колонистов, появились новые фермы и плантации.  Губернатор придерживался всё той же политики религиозного равноправия.
В 1664 году Ассамблея решила юридически урегулировать вопрос рабства. Негры-рабы существовали в колонии с 1640 года, но их тогда было немного, всего около 20-ти человек. Но к 1660 году их стало уже 760, и появились потомки от смешанных браков, поэтому требовалось определить их социальный статус. Ассамблея издала закон, легализующий рабство, который находился в некотором противоречии с британскими законами. Он вводил несколько новых правил: теперь негры "и иные рабы" должны были оставаться рабами на всю свою жизнь (Durante Vita); дети рабов тоже получали статус рабов; свободные женщины, вышедшие замуж за рабов, должны были служить хозяину своего мужа на всё время жизни хозяина. Этот закон фактически устанавливал, что любой чернокожий является рабом. В 1671 году был принят новый закон, который уже конкретно оговаривал, что крещение чернокожего не делает его свободным. Британское правительство выразило недовольство этими законами и вызвало лорда Балтимора для объяснений, но не стало настаивать в этом вопросе. После принятия этих законов численность рабов в колонии стала расти и к 1690 году их было уже около 2000 человек, стоимостью в среднем по 30 фунтов стерлингов.
В 1688 году в Англии произошла Славная революция, которая свергла Якова II и править страной стали Вильгельм и Мария. Лорд Балтимор велел колонии официально объявить о признании нового короля, но гонец пропал в дороге, и официального признания так и не произошло. Одновременно в Мэриленде распространились слухи о заговоре католиков, которые якобы хотят объединиться с французскими индейцами и истребить всех протестантов. Местный протестант Джон Гуд собрал отряд, захватил Сент-Мари, и стал фактическим правителем колонии. Это событие стало известно как Протестантская революция. Гуд приступил к репрессиям против католиков, и одновременно сообщил королю, что действовал исключительно в интересах короля и протестантской религии, а проприетарное правительство назначало на все должности «папистов». Королю стали поступать петиции с просьбой принять колонию под прямое королевское правление. Лорды торговли и плантаций предложили королю отправить в колонию королевского губернатора, при том, что лорд Балтимор остался бы фактическим собственником колонии. В 1692 году прибыл первый королевский губернатор Лионель Копли, при котором англиканство было объявлено официальной религией в колонии. Он умер в 1693, его сменил Томас Лоуренс, затем Эдмунд Андрос, а в 1694 году губернатором стал Фрэнсис Николсон.

### Коронная колония
К моменту прибытия Николсона в Мэриленде было всего два крупных поселения, Сент-Мари и городок Анн-Эрундел, названный в честь жены лорда Сесила Калверта. Его жители выращивали табак и скупали пушнину у индейцев. Поскольку мэрилендцы расселялись всё дальше вверх по рекам, им становилось всё труднее добираться до столицы Сент-Мари, поэтому вскоре после прибытия Николсон объявил, что в феврале 1695 году Ассамблея колонии должна собраться в Анн-Эрунделе. Впоследствии губернатор решил полностью перенести правительство в этот город, который он переименовал в Аннаполис в честь принцессы Анны, впоследствии королевы.
Губернатор Николсон был эмоциональным человеком, неравнодушным к вину, женщинам и азартным играм, но он был энергичен, решителен и обладал чувством долга. Он не любил католиков и ввёл против них жёсткие законы. Он помог основать в Аннаполисе школу (впоследствии Колледж Св. Джона), он лично спланировал город Аннаполис (а впоследствии составлял план для вирджинского Уильямсберга), и он же заложил зданеи Старого Казначейства, в котором некоторое время собирался губернаторский совет. После Николсона Мэриленд стремительно развивался, в 1727 году здесь начали издавать The Maryland Gazette, первую газету в американских колониях.
В 1715 году в Мэриленде проживали 40 700 белых и 9500 чернокожих, итого всего 50 200 человек, что помещало колонию на третье место по численности населения после Массачусетса и Вирджинии.
Долгое время в Мэриленде было заселено только морское побережье, а в глубине континента на западе штата, встречались только охотники. Постепенно в западные района колонии стали переселяться немцы из Пенсильвании. В 1735 году Томас Шлей построил несколько домов на том месте, где в 1745 году был основан город Фредерик. В 1739 году другой немец, Йонатан Хагар, основал поселение, которое в 1769 году превратилось в город. Хагар назвал его Элизабет-Таун в честь своей жены, но почти сразу же город стали называть по имени основателя, Хагерстаун. В отличие от прочих колонистов, которые выращивали почти исключительно табак, немцы выращивали зерновые, изготавливали изделия из льна, кожи, упряжь для коней, и прочие товары, которые выгодно продавали в Балтиморе.

### Пограничные споры
Королевская хартия достаточно точно определяла границы Мэриленда, но это не спасло колонию от конфликтов с соседями. Первоначально колония Вирджиния вообще не признавала Мэриленд и считала всю его землю своей, но от этой претензии Вирджиния отказалась по договору 1658 года. Остались, однако, споры о конкретных границах колоний. Мэрилендцы основали несколько поселений на южной оконечности полуострова Делмарва и смогли подружиться с местными индейцами, но Вирджиния выразила протест и потребовала от поселенцев подчиниться своим законам. Последовали переговоры на уровне губернаторов и в итоге 25 июня 1668 года была согласована граница, существующая по сей день. Следующим конфликтом стал спор о Делавэре, который попал в границы Мэриленда, но был заселён шведами и голландцами. В 1659 году от колонистов Делавэра потребовали покинуть эту территорию, или подчиниться властям Мэриленда. В 1664 году англичане захватили голландские владения, но Делавэр был отдан королём Уильяму Пенну, хотя формально уже принадлежал Мэриленду. С 1680-х годов шли споры о том, как именно проходит граница, и они завершились только 4 июля 1760 года, когда было решено, что специальная комиссия отмаркирует границу. Эта линия стала известна как «Линия Мэйсона — Диксона».
Дольше всего длился спор о западной границе колонии. Хартия проводила её как вертикальную линию через исток реки Потомак, но возникли разногласия о том, какая река является истоком Потомака. Мэриленд считал основным руслом реку Южный приток Потомака, исток которой находился далеко на юго-западе, а Вирджиния считала, что граница проходит через исток Северного притока Потомака. После Реставрации король пожаловал полосу земли южнее Потомака лорду Калпеперу, от которой она перешла лорду Фэрфаксу, и тот начал раздавать гранты на землю южнее Северного притока. Лорд Балтимор выразил протест, но спор затянулся до начала войны за независимость и продолжился после войны уже как спор между штатами.

### Война с французами и индейцами
В 1754 году обострились отношения Британии с Францией из-за долины реки Огайо, и это привело к столкновению британского отряда с французских (Жумонвильский инцидент), а затем к захвату французами британского форта Несессити. Эти события привели к войне, известной как Война с французами и индейцами. В 1754 году представители колоний собрались в городе Олбани и разработали так называемый «Олбанский план» объединения колоний. Делегатом от Мэриленда был Бенджамин Такер Младший. Когда этот план был представлен на рассмотрение Ассамблее Мэриленда, та единогласно отклонила его, увидев в плане угрозу правам и свободам своих жителей/ 17 июля 1754 года Ассамлея постановила выделить средства на помощь Вирджинии и на подарки союзным индейцам. Для обороны западного фронтира был построен форт Камберленд.
В 1755 году в колонии прибыла британская армия под командованием Эдварда Брэддока, и мэрилендский губернатор Горацио Шарп сразу оказал ему всё возможное содействие. Экспедиция Брэддока в мае выступила из Александрии и проследовала через мэрилендский Фредерик до форта Камберленд, откуда отправилась на запад, но была разбита французами в июле того года. Армия Брэддока, отступая в Вирджинию, бросила без гарнизона мэрилендский форт Камберленд. Шарпу пришлось самому изыскивать войска для обороны форта. Мэриленд в ходе войны пострадал от набегов индейцев, которые доходили примерно до Фредерика, но колония почти никак не участвовала в военных операциях той войны. Когда война завершилась, французские владения перешли в собственность Англии, набеги индейцев прекратились, и в Мэриленде стала активнее заселяться его западная часть.
В начале войны, в 1756 году, в колонии проживало 107963 белых и 46 225 чернокожих, при этом насчитывалось 26 000 белых колонистов призывного возраста, а 16 000 числилось в ополчении, но только две трети ополченцев были чем-то вооружены, и в целом колонии не хватало военного снаряжения всех видов. Ассамблея постановила собрать 40000 фунтов стерлингов на нужды обороны колонии, при этом налогом были обложены даже земли Фредерика Калверта, который обычно, как собственник колонии, не платил налогов с земли. Калверт был недоволен этим решением, но в итоге был вынужден уступить.

## Американская революция
В ноябре 1765 года британский парламент принял Закон о гербовом сборе, который вводил сбор с продаж газет, календарей, игральных карт и всех официальных документов. По всем колониям начались протесты против этого закона; в Вирджинии против них выступил Патрик Генри, в Аннаполисе юрист Даниель Дулани опубликовал памфлет «Considerations on the Propriety of Imposing Taxes in the British Colonies». Губернатор Шарп затягивал созыв Ассамблеи Мэриленда, поэтому она собралась только в сентябре, но сразу же выразила своё несогласие с принятым законом. Массачусетс предложил созвать Конгресс Гербового акта для обсуждения ситуации. Мэрилендская ассамблея постановила (меморандумом от 28 сентября), что закон нарушает права англичан и права, данные королевской хартией, и выбрала трёх делегатов на Конгресс. Конгресс составил петицию британскому парламенту. Между тем начались протесты в народе: когда летом 1765 года в Мэриленд прибыл распределитель гербовых марок Захария Худ, жители Аннаполиса не дали ему возможности покинуть корабль. Он ушёл в Нью-Йорк, где подал в отставку с должности распределителя. Закон так и не удалось привести в исполнение, а в 1766 году он был отменён актом парламента.
Однако, в 1767 году парламент ввёл новые налоги, известные как Законы Таунсенда. Часть этих денег предполагалось потратить на оборону колоний, часть на зарплаты королевским чиновникам. Колонисты снова заявили, что парламент не имеет права вводить такие налоги, а юристы (в их числе Даниель Дулани) утверждали, что эти законы противоречат британскому праву и традиции. петиции колоний не дали результата и тогда было решено ввести бойкот британских товаров. Ассамблея Мэриленда и коммерсанты колонии одобрили это решение. Под бойкот не попали только дешёвые товары: одеяла, башмаки, гвозди, инструменты и тд. В 1770 году парламент отменил все налоги, оставив только налог на чай. Со временем идея бойкота стала непопулярна в колониях и от него стали отказываться. Многие мэрилендцы были готовы его сохранить, но коммерсанты Аннаполиса и Балтимора отказались в этом участвовать и согласились бойкотировать только чай.
В 1768 году лорд Калверт назначил в Мэриленд нового губернатора, которым стал Робет Иден. Он прибыл в колонию в июне 1769 года. Одним из своих первых распоряжений Иден велел построить новое здание для правительства колонии (будущий капитолий Мэриленда). Оно было заложено 28 марта 1772 года. Оно остаётся самым старым действующим зданием правительства в США.
В 1774 году жители Бостона выбросили в море груз английского чая, и тогда парламент аннулировал хартию Массачусетса и 1 июня закрыл бостонский порт. 22 июня в Аннаполисе собрались представители Мэриленда, которые осудили решение парламента, выразили поддержку Бостону, и объявили о сборе продовольствия для помощи Бостону. Жители колонии стали собирать оружие и боеприпасы, как для обороны, так и для возможной помощи Бостону. Были сформированы Комитеты по корреспонденции, которые поддерживали постоянную связь между колониями. Комитеты Мэриленда и Вирджинии предложили созвать конгресс для обсуждения ситуации вокруг Бостона, и было решено созвать его в сентябре.
В это время, 15 октября 1774 года, в Аннаполис пришёл бриг Peggy Stewart с грузом чая, и его владелец заплатил пошлину. Это вызвало негодование жителей города и, хотя владелец признал свою вину, группа мэрилендцев явилась к его дому и потребовала, чтобы он сжёг корабль, угрожая иначе его повесить. Владелец был вынужден подчиниться, и 19 октября бриг был сожжён.
В начале сентября в Филадельфии собрался Первый Континентальный конгресс, на котором от Мэриленда присутствовали пять делегатов: Сэмюэл Чейс, Роберт Голдсборо, Томас Джонсон, Уильям Пака и Мэтью Тилгман. Конгресс выразил свой протест против британской политики и призван к новому бойкоту британских товаров. В ноябре мэрилендцы выбрали делегатов на Второй континентальный конгресс, а так же обещали помощь любой колонии, которая будет атакована британскими войсками.
В апреле 1775 года пришли известия о столкновениях британской армии с ополчением Массачусетса при Лексингтоне и Конкорде. Антибритански настроенные колонисты стали захватывать запасы оружия и боеприпасов и объявили, что колония будет подчиняться Провинциальному конвенту, а не королевскому губернатору Роберту Идену. В мае собрался Второй Континентальный конгресс, который объявил армию, воюющую с англичанами под Бостоном, официальной Континентальной армией. Томас Джонсон, делегат от Мэриленда, выдвинул Джорджа Вашингтона кандидатом в главнокомандующие, и тот был выбран единогласно. Вместе с тем делегаты от Мэриленда были сторонниками примирения с Британией, как того требовала от них Ассамблея колонии. Но настроения в колонии постепенно менялись, и к 1776 году большинство жителей Мэриленда стали склоняться к мысли о независимости от Великобритании. Провинциальный конвент велел губернатору Идену покинуть колонию. Губернатор не препятствовал протестам Мэриленда, и остался в хороших отношениях с колонистами. Впоследствии он посещал Мэриленд в 1783 году.
После отбытия губернатора Конвент уполномочил делегатов на Конгрессе голосовать в поддержку независимости. 4 июля 1776 года текст Декларации независимости был готов, а через месяц его подписали члены Конгресса. От Мэриленда Декларацию подписали Сэмюэл Чейс, Уильям Пака, Томас Стоун и Чарльз Кэрролл. Мэриленд стал независимой странной и перестал был проприетарной колонией, но оказался без системы правительства. В августе в Аннаполисе собрался Конституционный конвент, который разработал Декларацию прав и Первую конституцию Мэриленда. Декларация давала жителям Мэриленда личную свободу, свободу слова, право на суд и свободу вероисповедания. Конституция создала Генеральную ассамблею с палатой делегатов и Сенатом. Любой гражданин, имеющий 50 акров земли или собственность на сумму 30 фунтов имел право выбора делегатов. Губернатора избирала сама Ассамблея.

## Война за независимость
Ассамблея прекратила сессию 6 июля, и последним своим решением постановила отправить мэрилендские войска на усиление Континентальной армии. Батальон под командованием полковника Уильяма Смолвуда был направлен в Филадельфию, оттуда он направился в Нью-Йорк и присоединился к бригаду Лорда Стирлинга. В это время британский флот уже стоял около Нью-Йорка. 20 августа батальон отправился на Род-Айленд, но Смолвуд задержался в Нью-Йорке, поэтому батальоном командовал майор Мордехай Джист. 27 августа батальон участвовал в Лонг-Айлендском сражении; когда британцы обошли фланг американской армии, бригада Стирлинга прикрывала отход. Пять раз мэрилендский батальон бросался в атаку на противника, задерживая его наступление. В итоге часть батальона попала в окружение и сдалась, а три роты пробились к основной армии. В этом бою мэрилендцы потеряли 256 человек из 400.
15 сентября британская армия высадилась на острове Манхэттен, и батальон Смолвуда снова был использован для прикрытия отхода армии из Нью-Йорка на Гарлемские высоты. 16 сентября несколько мэрилендских рот были задействованы в сражении на Гарлемских высотах. 28 октября батальон участвовал в Сражении при Уайт-Плейнсе, где потерял 100 человек, и сам полковник Смолвуд был ранен. 16 ноября британцы атаковали форт Вашингтон, в обороне которого участвовали несколько винтовочных рот из Мэриленда. Форт был потерян, что заставило Вашингтона отступать на юг через территорию Нью-Джерси. Остатки мэрилендских частей участвовали в сражении при Трентоне и сражении при Принстоне, после чего от них осталось всего несколько человек. Почти все мэрилендцы первого набора (Первая мэрилендская линия или Старая мэрилендская линия) погибли в боях 1776 года.
В кампанию 1777 года мэрилендский контингент был увеличен до 7-ми батальонов/полков, которые свели в две бригады. Первой командовал Смолвуд, получивший звание бригадного генерала. В сентябре британская армия высадилась в устье реки Элк (на территории Мэриленда) и начала наступление на Филадельфию. 11 сентября началось Сражение при Брендивайне, в котором участвовали обе мэрилендские бригады, сведённые в дивизию под командованием Джона Салливана. Британская армия обошла правый фланг американской армии и атаковала мэрилендскую дивизию, при которой в тот день не было Смолвуда. Вторая мэрилендская бригада под командованием Прёдомма де Борра первой обратилась в бегство. Континентальная армия отступила и, после нескольких боёв, оставила город Филадельфия.
...
В 1780 году боевые действия переместились в южные штаты. Когда британская армия осадила Чарлстон, американское правительство направило на помощь южной армии мэрилендские и дэлаверские полки под командованием генерала Де Кальба. В Северной Каролине командование отрядом принял генерал Горацио Гейтс, который отвёл его в Южную Каролину. Британский генерал Корнуоллис выступил навстречу и 16 августа произошло Сражение при Кэмдене. Гейтс поставил мэрилендскую бригаду Мордехая Джиста на правом фланге, а бригаду Смолвуда в резерве. Британцам удалось опрокинуть левый фланг Гейтса (северокаролинское ополчение), а затем разбить резерв и правый фланг. Мэрилендские полки потеряли 300 или 400 человек убитыми и ранеными и 170 пленными. Де Кальб погиб, и генерал Смоллвуд занял его место. Остатки семи мэрилендских полков были сведены в один полк, который был назван 1-м Мэрилендским.
2 декабря командование армией принял генерал Грин, который передал мэрилендский полк под командование Джона Ховарда. В январе этот полк действовал в составе отряда Моргана. 17 января произошло Битва при Коупенсе. Британский отряд атаковал Моргана, но был разбит. Морган присоединился к армии Грина, которая отступила в Северную Каролину. Британская армия встретилась с армией Грина 15 марта в сражении при Гилфорд-Кортхауз. В этом сражении участвовали два мэрилендских полка, которые стояли в третьей линии. Когда британцы атаковали линию, 1-й Мэрилендский полк отбил атаку, но 2-й полк не выдержал и обратился в бегство. В этом бою мэрилендские полки потеряли 154 рядовых и офицеров. Грин отступил с поля боя, но и Корнуоллис решил прекратить преследование и отступил в Уилмингтон.

### Проблема западных земель
Ещё в колониальные времена хартии, выданные королями, давали колониям права на земли на запад до Тихого океана. На этом основании некоторые штаты претендовали на земли до реки Миссисипи, но только претензии Вирджинии и Нью-Йорка, больших, густонаселённых штатов, были реальны, и это вызывало тревогу маленьких штатов: Мэриленда, Род-Айленда, Нью-Джерси и Делавэра. Они опасались, что Вирджиния и Нью-Йорк станут огромными штатами, которые в итоге задавят более мелких соседей. Мэриленд первым предложил решение этого вопроса. 15 июня 1777 года делегаты Мэриленда предложили Конгрессу взять под своё управление западные земли и впоследствии сформировать из них отдельные штаты. В том году никто не принял этого предложения. В феврале 1779 года все штаты, кроме Мэриленда, ратифицировали Статьи Конфедерации, а в мае Мэриленд заявил, что не ратифицирует Статьи, если его предложение не будет принято. Это предложение обсуждалось до февраля 1780 года, и в итоге Нью-Йорк отказался от претензий на западные территории. За ним последовал Коннектикут, в 1781 году Вирджиния, а в 1785 году Массачусетс. Мэриленд не стал ждать завершения процесса и ратифицировал Статьи Конфедерации в 1781 году, так что они вступили в силу 1 марта.
Джон Фиск писал, что позиция Мэриленда в то время вызвала много возмущения, и нашлись горячие головы, предлагающие, на случай если Мэриленд продолжит упорствовать, исключить его из Конфедерации, разделить между соседними штатами и стереть с карты мира. «Но храбрый маленький штат сумел не повторить судьбу Польши».

## Межвоенный период
В конце войны встал вопрос о том, где будет находиться столица Конфедерации. Этот вопрос обсуждался на сессии Конгресса в апреле 1783 года.  Мэриленд, как наиболее центральный штат, надеялся разместить столицу у себя и предложил перенести столицу в Аннаполис, но Конгресс решил не совмещать столицу штата и столицу Союза. Было решено построить её на берегу реки Потомак, но на время, в 1783 году, Конгресс переехал в Аннаполис. 17 декабря генерал Вашингтон прибыл в Аннаполис, чтобы подать в отставку с должности главнокомандующего. Конгресс страны и Ассамблея Мэриленда устроили ему торжественную встречу, а 23 декабря он официально сложил с себя полномочия.
Когда война завершилась, Конгресс стал решать вопросы обслуживания внешнего долга, и предложил штатам ввести налоги на покрытие этих расходов. От Мэриленда потребовалось внести 141 517 долларов. Мэриленд согласился на это предложение, но другие штаты не пошли на это, и в итоге решить проблему долга не удалось. В 1784 году Самуэль Чейз был отправлен мэрилендцами в Англию, чтобы вернуть часть денег, вложенных перед войной в Английский банк. Чейзу удалось уладить этот вопрос и вернуть часть денег. К тому году финансовое положение штата исправилось настолько, что нашлись деньги на общественные работы, и возник проект постройки Потомакского канала. 22 декабря 1784 года в Аннаполисе встретились представители Вирджинии и Мэриленда, и создали Потомакскую компанию, президентом которой стал Вашингтон. Предполагалось сделать Потомак пригодным для навигации, но привести эти планы в исполнение так и не удалось.
Пока Мэриленд восстанавливал свою экономику, правительство страны слабело, утрачивало контроль над ситуацией, и дело доходило местами до восстаний и беспорядков. Накопилось много нерешённых проблем, поэтому в сентябре 1786 года представители пяти штатов собрались в Аннаполисе на так называемый Анаполисский конвент, чтобы найти пути выхода из кризиса. Было решено в мае 1787 года созвать конвент в Филадельфии, куда собрать представителей всех штатов. Весной 1787 года Мэриленд избрал делегатов на конвент. После ряда перестановок на конвент прибыли Джеймс Макгенри, Дэниель Дженнифер, Дэниель Кэррол, Джон Мэрсер и Лютер Мартин. На этом конвенте была разработана и принята конституция США, которую подписали все делегаты от Мэриленда кроме Лютера и Мартина. В апреле 1788 года в Аннаполисе собрались представители штата на конвент, который возглавил Джордж Плейтер, для ратификации конституции. Конвент обсуждал Конституцию 24-28 апреля, и в итоге проголосовал за её принятие 63-мя голосами "за" и 11-ю голосами "против". Мэриленд стал 7-м штатом, ратифицировавшим конституцию США. Первыми сенаторами от Мэриленда в Конгрессе США стали Джон Генри и Чарльз Кэрролл.
На президентский выборах 1789 года 6 выборщиков от Мэриленда проголосовали за Джорджа Вашингтона на должность президента и за Роберта Харрисона на должность вице-президента.
В 1790 году Конгресс вернулся к обсуждению создания новой столицы и выбрал место для неё на территории Мэриленда. Специальная комиссия замерила участок 10 на 10 миль, куда попала часть территории Мэриленда с городом Джорджтаун, и часть территории Вирджинии с городом Александрия. Участок получил название "Территория Колумбия". 28 сентября 1793 года был заложен Капитолий. Конгресс переехал в новую столицу в ноябре 1800 года.
В то же время Конституция Мэриленда 1776 года оставалась крайне консервативной; кандидатом в палату представителей мог стать только тот, кто имел собственности на 500 фунтов, а кандидатом в сенаторы штата — имеющий не менее 1000 фунтов. Когда партийные разногласия обострились после ухода Вашингтона (1796), этот вопрос стал самым острым в мэрилендском обществе. Попытка введения всеобщего избирательного права была предпринята в 1800 году, но не достигла успеха, однако её повторили в 1801 году и на этот раз успешно: 21 декабря закон прошёл сенат, а в начале 1802 года — палату представителей. Мэриленд стал первым после Вермонта штатом со всеобщим избирательным правом для белых мужчин. Десять лет спустя была принята поправка, отменяющая имущественный ценз для чиновников, и в итоге конституция Мэриленда, некогда крайне консервативная, стала «демократической сверху донизу», по словам британского историка Джека Пола.
В начале века шла война наполеоновской Франции с Великобританией. Положение нейтрала позволяла Америке выгодно торговать, спрос на американские товары вырос, и город Балтимор стремительно развивался, и население его росло. Но в 1806 году Великобритания и Франция объявили блокаду друг другу.  В 1807 году британский линкор HMS Leopard напал на американский фрегат USS Chesapeake, подозревая его в укрывательстве дезертиров. Во избежание подобных инцидентов президент Джефферсон ввёл эмбарго на американские товары. Оно вызвало много недовольства и мэрилендская ассамблея велела своим представителям в Конгрессе добиваться его приостановки. Предложение не было принято, поэтому Мэриленд стал развивать собственную промышленность, для сего в Балтиморе было сформировано Афинское общество. Но инциденты с британскими судами не прекращались, поэтому президент Мэдисон 12 июня 1812 года  объявил Англии войну. Некоторые федералисты выступали против войны, что вызвало народное негодование: в июле в вспыхнул Балтиморский бунт, толпа окружила дом журналиста Хэнсона, где в тот момент находился бывший губернатор Вирджинии, Генри Ли. Представители власти спрятали Хэнсон и его сторонников в тюрьме, но толпа ворвалась в тюрьму. От полученных побоев Ли стал инвалидом до конца жизни. 

### Война с Англией
Война с Англией началась неудачно для Америки: в 1812 году провалилось вторжение в Канаду, а затем был потерян Детройт. Удержав канадскую границу, англичане весной 1813 года начали Чесапикскую кампанию: британский флот совершал рейды на поселения Чесапикского залива и реки Потомак, из которых самым известным был рейд на Гавр-де-Грейс. Британский флот подходил к Аннаполису и Балтимору, но не решился атаковать. В августе 1814 года британска армия высадилась в Мэриленде в местечке Бенедикт и начала марш на Вашингтон. Генерал Уильям Уиндер смог собрать всего несколько тысяч неопытных ополченцев, но 24 августа они были разбиты в сражении при Бланденсберге. После сражения британская армия вошла в Вашингтон и сожгла город. После взятия Вашингтоне британская армия стал готовиться к наступлению на Балтимор. Капитан Питер Паркер атаковал мэрилендских ополченцев подполковника Рида, но был отбит в столкновении при Колк-Филде.
В ожидании наступления основной армии губернатор Мэриленда собрал 15 000 человек, которых возглавил генерал Самуэль Смит. Со стороны моря город Балтимор прикрывался фортом Макгенри, который обороняли 1000 человек майора Армистеда. 11 сентября 1814 года британский флот вошёл в устье реки Патапско и высадил десант в 55 000 человек у Норт-Пойнта, в 14 милях от Балтимора. Генерал Страйкер выдвинулся навстречу с отрядом в 3200 человек. Началось сражение при Норт-Пойнте, где в самой первой перестрелке был смертельно ранен британский главнокомандующий Роберт Росс. Мэрилендские войска удержали позицию, но к концу дня Стайкер отступил в укрепления Балтимора. 13 сентября британцы подошли к укреплениям, но не решились их штурмовать. Вечером того же дня началась бомбардировка форта Макгенри, решающая фаза битвы за Балтимор. Британцы попытались высадить десант, но потерпели неудачу. За бомбардировкой форта Макгенри наблюдал Фрэнсис Ки, который был задержан британцами и удерживался на британском судне. Под впечатлением увиденного он написал стихотворение The Star-Spangled Banner, которое позже стало гимном США. Неудачи под Балтимором заставили британское командование свернуть Чесапикскую кампанию: 16 сентября британский флот ушёл из залива.

## См. так же
- Список губернаторов Мэриленда

### Статьи
- Jonathan L. Alpert. The Origin of Slavery in the United States-The Maryland Precedent (англ.) // The American Journal of Legal History. — Oxford University Press, 1970. — Vol. 14, iss. 3. — P. 189-221.